# Islote Massa
El Islote Massa, también conocido como islote Luisoni es un pequeño islote marítimo deshabitado de la Argentina, ubicado en el Departamento Florentino Ameghino de la Provincia del Chubut. Sus medidas máximas son 350 metros de longitud y 220 metros de ancho máximo. Presenta una forma alargada con el eje mayor en sentido norte-sur. Se halla en el mar Argentino, en la boca de entrada a la bahía Melo, en el extremo norte del golfo San Jorge. La distancia a la costa continental es de aproximadamente 2,4 kilómetros.
El Islote Massa forma parte de un pequeño archipiélago ubicado en la entrada de la bahía Melo, que también integran los islotes Page o Luisoni (del cual se encuentra a 900 metros al sur), Laguna, e Puente (del cual se encuentra a 1,1 kilómetro al oeste), así como otros islotes y rocas menores.
Se trata de un islote rocoso que presenta restingas en sus costas. En este islote existían guaneras que fueron explotadas comercialmente hasta principios de la década de 1990.
En 2008 se creó el Parque Interjurisdiccional Marino Costero Patagonia Austral, el cual incluye al islote Massa.